# Пајсенберг
Пајсенберг (њем. Peißenberg) град је у њемачкој савезној држави Баварска. Једно је од 34 општинска средишта округа Вајлхајм-Шонгау. Према процјени из 2010. у граду је живјело 12.552 становника. Посједује регионалну шифру (AGS) 9190139.

## Географски и демографски подаци
Пајсенберг се налази у савезној држави Баварска у округу Вајлхајм-Шонгау. Град се налази на надморској висини од 584 метра. Површина општине износи 32,7 km². У самом граду је, према процјени из 2010. године, живјело 12.552 становника. Просјечна густина становништва износи 384 становника/km².

## Међународна сарадња
| Мјесто | Држава    | Врста сарадње | Од    |
| ------ | --------- | ------------- | ----- |
|        | Француска | партнерство   | 1986. |
| Извор  |           |               |       |